# Wasylów (przystanek kolejowy)
Wasylów – dawny przystanek osobowy kolejki wąskotorowej w Wasylowie, w gminie Telatyn, w powiecie lubelskim, w województwie lubelskim.